# Canthylidia neurias
Canthylidia neurias är en fjärilsart som beskrevs av Edward Meyrick 1902. Canthylidia neurias ingår i släktet Canthylidia och familjen nattflyn. Inga underarter finns listade i Catalogue of Life.